# Skara domkyrkoförsamling
Skara domkyrkoförsamling är en församling i Skara pastorat i Skara-Barne kontrakt i Skara stift. Församlingen ligger i Skara kommun i Västra Götalands län.

## Administrativ historik

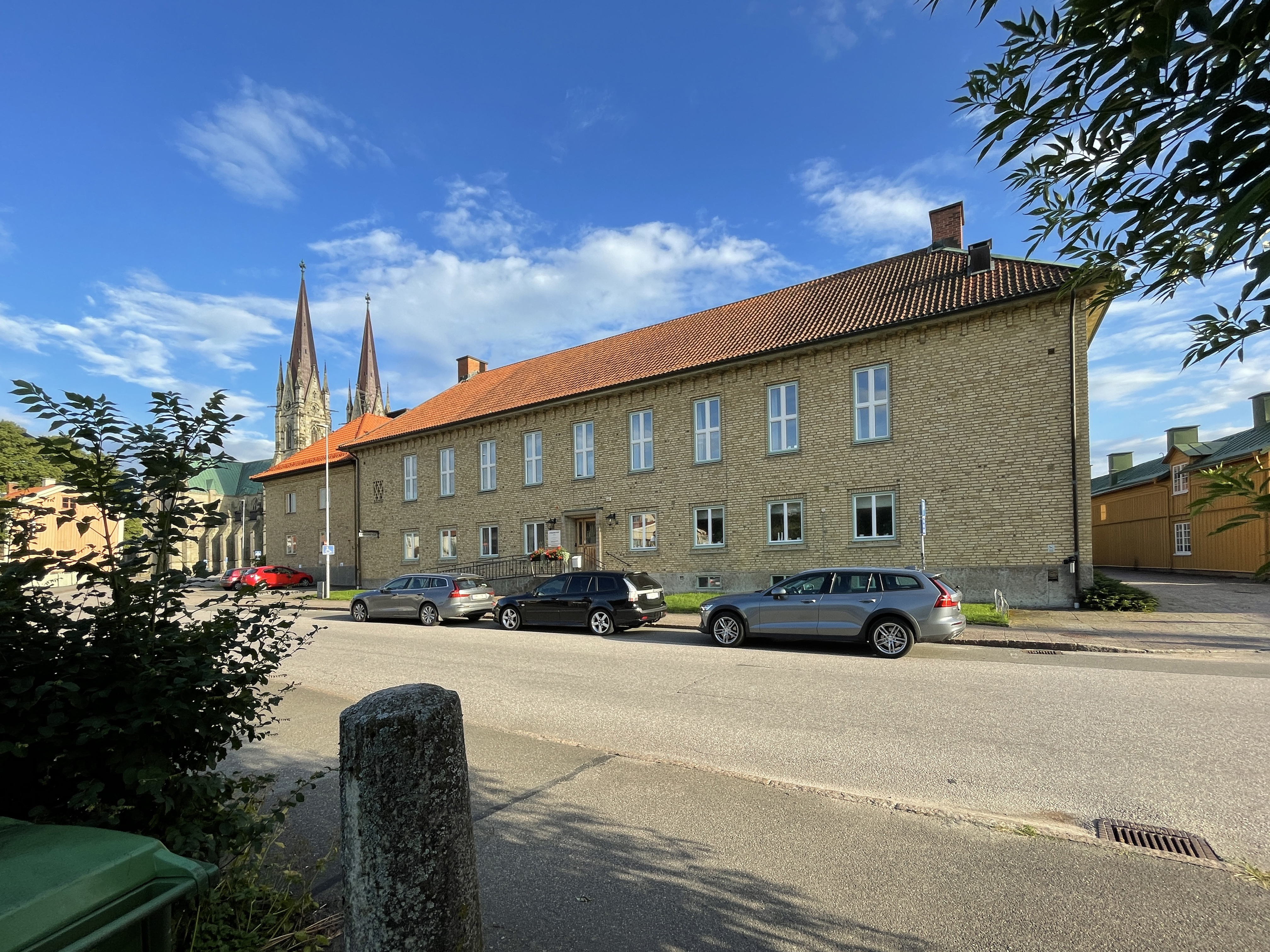
Församlingshemmet

Församlingen bildades 1934 genom sammanläggning av Skara stadsförsamling och Skara landsförsamling. Namnet var före 1974 Skara församling.
Församlingen var till 2002 moderförsamling i pastoratet Skara (domkyrko)församling, Härlunda och Händene som till 1989 även omfattade Bjärka församling. Församlingen ingår sedan 2002 i Skara pastorat.

## Kyrkor
- Skara domkyrka

## Domkyrkoorganister
| 1900–1951 | Ivar Widéen          | 1871–1951 |
| 1952–1972 | Allan Haglund        | 1904–1993 |
| 1972–1987 | Karl-Gustaf Gunneflo | 1924–2019 |
| 1987–2006 | Kerstin Ek           | 1942–     |
| 2006–2024 | Reibjörn Carlshamre  | 1960–     |
| 2024–     | Åsa Nyberg           | 1971–     |